# جيني بورتون
جيني بورتون (بالإنجليزية: Jenny Burton)‏ هي مغنية أمريكية، ولدت في 18 نوفمبر 1957.

## وصلات خارجية
- جيني بورتون على موقع ميوزك برينز (الإنجليزية)
- جيني بورتون على موقع ديسكوغز (الإنجليزية)